# 2004 PB108
2004 PB108, também escrito como 2004 PB108, é um objeto transnetuniano que está localizado no cinturão de Kuiper, uma região do Sistema Solar. 2004 PB108 é classificado como um provável cubewano. Ele possui uma magnitude absoluta de 6,6 e tem um diâmetro estimado com cerca de 242 km. Este corpo celeste é um sistema binário, o outro componente, o S/2007 (2004 PB108) 1, possui um diâmetro estimado em cerca de 132 km.

## Descoberta
2004 PB108 foi descoberto no dia 14 de agosto de 2004 pelo astrônomo Marc W. Buie através do Observatório de Cerro Tololo que está situado no Chile.

## Órbita
A órbita de 2004 PB108 tem uma excentricidade de 0,107 e possui um semieixo maior de 44,900 UA. O seu periélio leva o mesmo a uma distância de 40,099 UA em relação ao Sol e seu afélio a 49,702 UA.